# Batalla de Huilquipamba
La batalla de Huilquipamba fue una confrontación bélica ocurrida el 29 de septiembre de 1840 durante la guerra de los Supremos, entre las fuerzas de la República de la Nueva Granada y los rebeldes.

## Antecedentes
El hábil y ambicioso José María Obando había desplazado a sus rivales, como su primo Tomás Cipriano Mosquera y el anterior gobernador Juan José Flores, entre  1826 y 1827 hasta hacerse amo absoluto de San Juan de Pasto. Posteriormente se dedicó a cambiar constantemente de bando en las luchas políticas de la Gran Colombia. En 1828 se alza con José Hilario López contra Simón Bolívar y en 1829 se vuelve lugarteniente fiel del Libertador.
En 1830 es un autonomista y aliado de los quiteños de López que moviliza a mil exguerrilleros realistas de Pasto y Patía en su Ejército Libertador contra la dictadura de Rafael Urdaneta. Convocó la Asamblea Caucana de Buga, derrotó a los dictatoriales en Papayal el 10 de febrero de 1831, y entró en Neiva y llegó a Bogotá, donde restableció en el gobierno a Domingo Caycedo, que lo nombró ministro de Guerra.
Después de la elección de Francisco de Paula Santander como presidente, en 1832, viajó al sur para recuperar el territorio usurpado por Flores, entonces presidente de Ecuador, y logra convertirse en la garantía para los centralistas de Bogotá de su soberanía sobre el Cauca. En 1837 trata de ser presidente pero es vencido por José Ignacio de Márquez y se retira a su hacienda de Las Piedras, al sur de San Juan, pero el nuevo mandatario deseaba eliminarlo como posible futuro rival.

## Guerra
En 1839 se produce una primera rebelión que es aplastada en Buesaco por el general Pedro Alcántara Herrán, quien ocupa con una columna San Juan. Obando no participó de la revuelta pero poco después es acusado de intentar el asesinato de Antonio José de Sucre, por lo que Obando se entrega voluntariamente y es encerrado en la cárcel de San Juan.
Un año después, se entera de planes para su asesinato y huye, pasando a reunir a sus seguidores en las serranías de la región. El 17 de enero de 1840, en Timbío, junto al coronel Juan Gregorio Sarria se alza en armas y el caudillo se declara Supremo Director de la guerra. Empezó a reclutar fieles entre los esclavos negros prometiéndoles abolir la esclavitud.
El 26 de enero avanza sobre Popayán con 200 a 400 seguidores, pero es vencido en los ejidos de la ciudad por la guarnición, formada por 500 soldados. Después de su derrota, se produce la exponsión de Los Árboles, el 22 de febrero, donde Herrán y Obando acuerdan la amnistía para el supremo (aunque no para sus seguidores) a cambio de entregar todas las armas y botín y presentarse para un juicio en Pasto por la muerte de Sucre. En esos momentos había más revueltas en el resto del país y el Supremo deseaba ganar tiempo para saber cómo se desarrollaban. Sin embargo, Márquez no reconoce tal pacto y envía más soldados al mando de Tomás Cipriano de Mosquera. La opinión pública también reprobó el compromiso.

## Batalla
Obando siguió a Pasto, donde terminó por proclamarse en abierta rebeldía en julio, asumiendo el título de general en jefe del Ejército Restaurador y protector del cristianismo. Al mismo tiempo, el exguerrillero patiano realista Juan Andrés Noguera encabezaba una rebelión monárquica con 800 irregulares y ocasionalmente actuó en coordinación con Obando. Finalmente, a comienzos de septiembre Mosquera y Herrán se reúnen con Flores, quien secretamente ambicionaba conquistar Pasto, y le autorizan a entrar con 1.000 a 2.000 soldados ecuatorianos a cambio de Tumaco y Túquerres y derrotar a Obando. Los ecuatorianos cruzan el río Guáitara el 26 de septiembre, dirigiéndose a Yacuanquer, donde acampaba Herrán con unos 2.000 soldados. Entre los tres fácilmente ocuparon San Juan. Las fuerzas ecuatorianas estaban organizadas en dos columnas de infantería (648 plazas) y dos regimientos de caballería (452 lanceros), aunque habían recibido refuerzos continuamente.
El presidente de Ecuador, hábilmente, engaño a Obando para que creyera que Noguera planeaba asesinarlo y éste ordenó fusilar al monárquico y sus sobrinos, provocando la disolución de su guerrilla. El supremo marchó con 200 soldados al pueblo de La Laguna mientras dejaba a su segundo, Estanislao España, con 600 guerrilleros en Chaguarbamba pero las fuerzas aliadas aprovecharon para interponerse y atacarlo en Huilquipamba. El ejército aliado, ampliamente superior en número, rodeó a Obando y su pequeña escolta, que se atrincheraron en un desfiladero donde rechazaron varios asaltos hasta que sus municiones se agotaron.
El caudillo pudo escapar gracias a que se le dio por muerto, pero la fuerza de España se disolvió al saber de su derrota, creyendo todo perdido. Obando huyó a las montañas con rumbo a Chaguarbamba perseguido de cerca por el enemigo.

## Consecuencias
Lo que había comenzado como una rebelión religiosa en Pasto hizo brotar todo tipo de rencores y ambiciones personales en el país, los santanderistas (liberales) empezaron a alzarse en varias provincias contra el Márquez usando como justificación la intromisión de tropas extranjeras. Pronto 12 de las 20 provincias del país estaban en rebeldía, sólo 4 en manos del gobierno y el resto en disputa, y el presidente debía evacuar Bogotá para refugiarse en Popayán. Por su parte, Flores volvió a su país tras la victoria, repasando la frontera un mes después de su cruce, pero dejando 800 soldados en Pasto a petición de Herrán, mientras este último regresó al norte.